# George David Birkhoff
George David Birkhoff (ur. 21 marca 1884 w Overisel, zm. 12 listopada 1944 w Cambridge) – amerykański matematyk, profesor Uniwersytetu Harvarda oraz członek wielu akademii naukowych.
Autor prac z zakresu między innymi teorii ergodycznej, teorii układów dynamicznych i liniowych równań różniczkowych. Szczególnym osiągnięciem Birkhoffa był rozwój teorii ergodycznej. Jest to dziedzina matematyki, której początki sięgają prac fizyka Ludwiga Boltzmanna dotyczących mechaniki statystycznej. Birkhoff obok Johna von Neumanna i Andrieja Kołmogorowa był uczonym, który wniósł największy wkład do tej dziedziny.